# Igreja de Nossa Senhora da Conceição (Ermida)
A Ermida de Nossa Senhora da Conceição fez parte de um mosteiro em Ermida do Paiva, situado a 6 km de Castro Daire, na freguesia de Picão e Ermida, com acesso atual pela Estrada Nacional 225.
Tornou-se monumento nacional pelo decreto Dec. nº 2303, DG 60 de 29 de Março 1916.
A Ermida e o mosteiro também são conhecidos por Mosteiro da Ermida, Igreja de Nossa Senhora da Conceição e Igreja das Siglas.

## História
É um monumento da segunda metade do século XII. Sua fundação é dada como tendo acontecido na Era de César de 1178, fundado por D. Roberto, monge francês, da Ordem Premonstratense , numa herdade da coroa, sendo D. Afonso III o próprio patrono.  
Em 1514, conversão das terras do convento em couto, foram passado por D. Manuel ao couto da Ermida, são citados vários lugares que pertenceram ao convento: S. Joaninho, Codeçais, Ester, Carvalhosa, Sobrado e Cujó. Em 1517/1520, D. Manuel converte as terras em Comenda da Ordem de Cristo. No século XVI, D. Manuel I faz doação a D. Pedro de Meneses, conde de Vila Real, do padroado do mosteiro de Ermida, a que foi anexado o mosteiro de Baltar.

## Arquitetura
É um monumento espantoso, a fachada está voltada para poente, segundo a orientação litúrgica clássica, mas não com o alinhamento exacto Este/Oeste. 

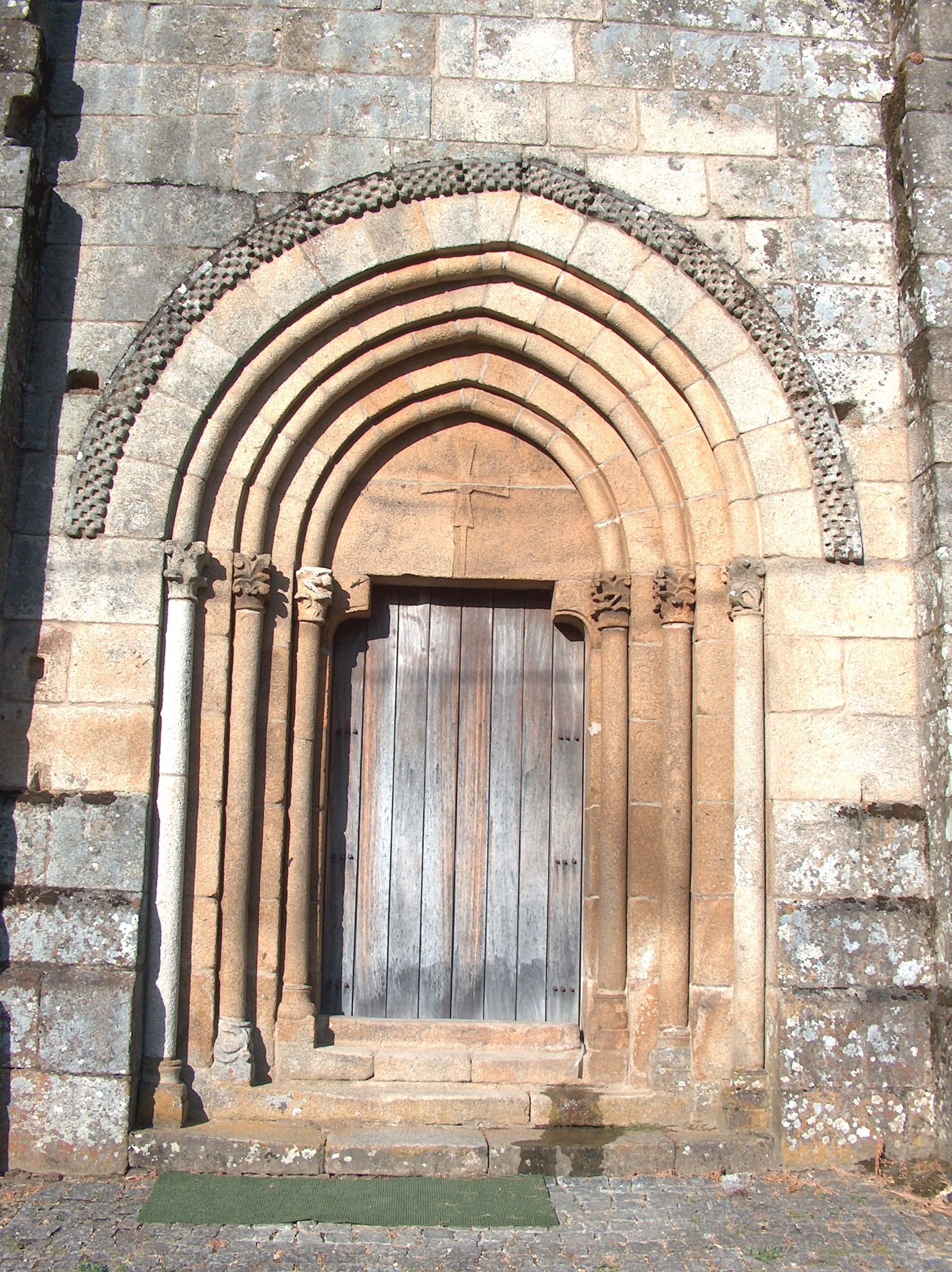
Porta principal da igreja.

A porta principal é em arco quebrado encimado por arquivoltas que assentam em três delicadas colunas e não menos esmerados capitéis a servir-lhes de topo. Logo por cima das pedras que constituem o arco sobressai uma faixa axadrezada, qual fímbria de renda a rematar um trabalho em cujo acabamento o artista pôs todo o seu empenho e zelo. No tímpano, qual brasão de casa fidalga a identificar a linhagem do proprietário, uma cruz. No topo da empena outra cruz diferente da anterior. Esta é uma cruz florenciada, uma cruz de forma igual àquela que Mário Nunes atribui ao século XIII e diz existir no Museu Grão Vasco de Viseu, proveniente da Ermida, descrevendo-a: “uma cruz de cobre dourado com extremos em forma de flor de liz”. (Nunes, 1991).
Contornando o templo pelo lado sul, temos a porta lateral, também de arco quebrado, e no tímpano, os restos de uma legenda, na qual se consegue ler o seguinte: “E.MCC2II”.

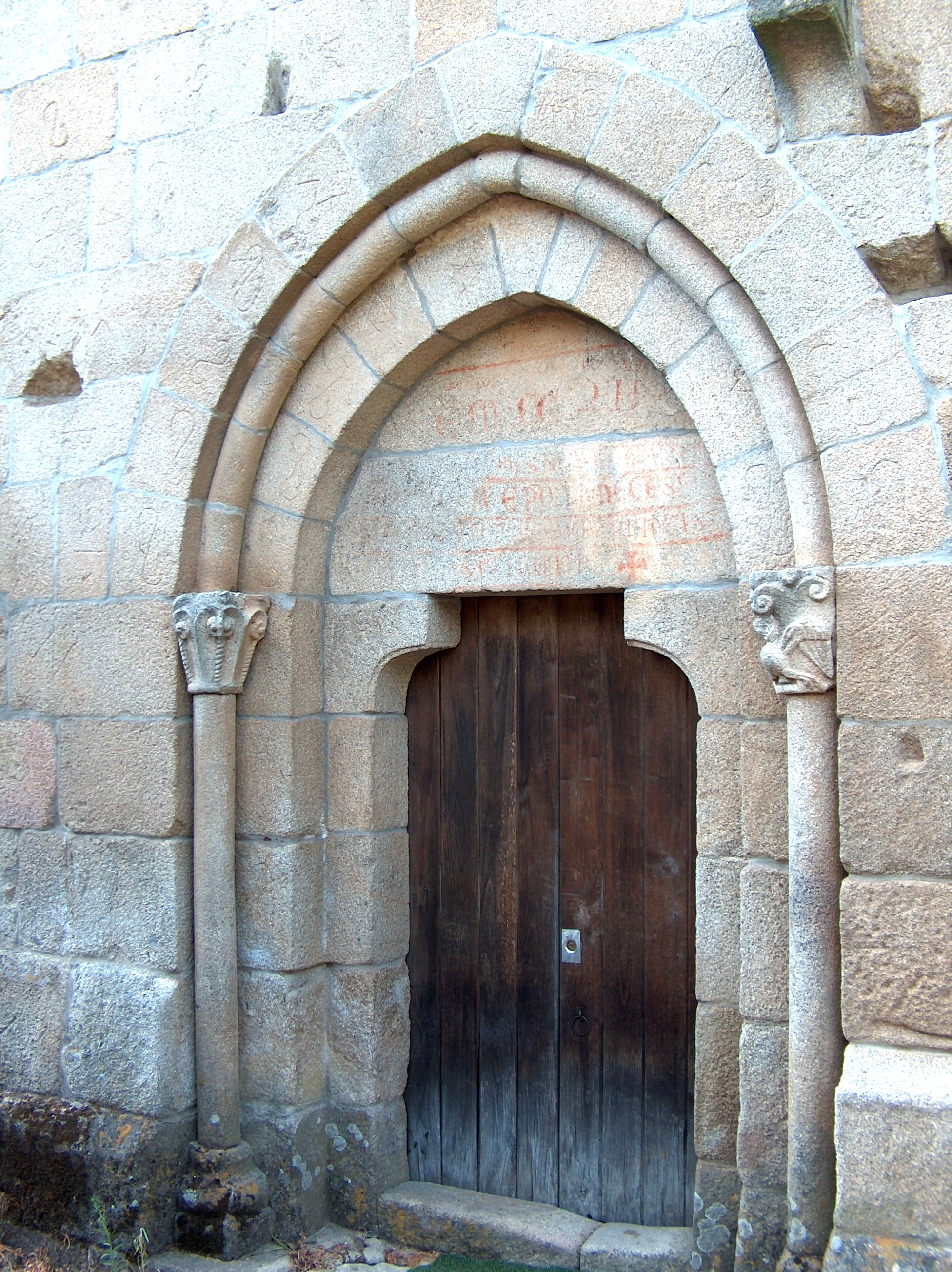
Porta lateral.

No painel lateral-sul da capela-mor, está inscrita uma legenda para eternizar, o nome e a data do homem que terá reunido à sua volta a comunidade religiosa a quem se deve, naturalmente, a existência do único monumento medieval arquitectónico. Nessa pedra pode ler-se a seguinte legenda: “ERA MC 2R VIII CVANDO OBIIT PATER RUBERT MENSE OTUBER”, que quer dizer, “Era de 1198 quando faleceu o Padre Roberto, mês de Outubro”. 
É um monumento do estilo românico, ainda que na massa do edifício figurem elementos caracterizadamente góticos. Paredes grossas acompanhadas, até à cornija, de contrafortes prismáticos, escoras seguras a garantir o êxito do responsável pelo risco e pela execução, cachorros lavrados, onde, grosseiramente e numa autêntica anarquia, estão esculpidas, figuras humanas, carrancas, cordas, frutos, argolas, flores e elementos geométricos de vária ordem.
Aarão de Lacerda, classificou este templo de estilo românico, não deixou de dizer o que sentiu logo que lhe pôs os olhos em cima: “no primeiro dia da minha peregrinação, à beleza antiga plasticizada na simplicidade de um monumento românico, em transição para o estilo mais alado e nervoso das catedrais, eu senti a suavíssima letargia monástica na escuridão da noite bonançosa…”.
No interior do templo, o templo é escuro e frio. De uma só nave, coberta com uma abóbada de arco quebrado, mais parecendo quilha de barco voltado do que berço ou meio canhão, pode dizer-se que a solução encontrada para a cobertura não foi puramente românica, nem gótica, tal como na capela-mor. Esta, separada daquela por um arco cruzeiro.
Nos dois lados do arco cruzeiro, encostam-se os dois únicos altares da nave. Um é do Coração de Jesus e o outro da Nossa Senhora do Rosário, com retábulos de talha. A imagem da Senhora do Rosário com o menino, de madeira policromada, segue os cânones da imaginária setecentista. As janelas do corpo principal, tipo seteiras, abertas lá bem no alto em arco redondo, perto da cornija, deixam passar para o interior uma luz mortiça, criando um ambiente interno de recolhimento e oração.

## Siglas

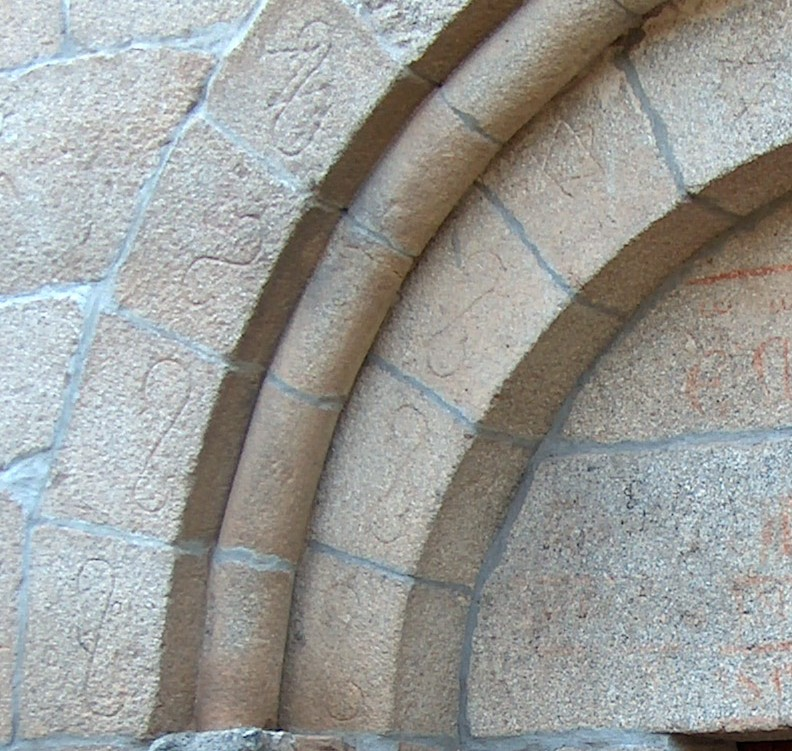
Siglas.

Um ponto que se deve destacar neste mosteiro, são as siglas, que ainda hoje se interrogam qual o seu significado propriamente, fala-se que sejam sinais do registo histórico, da mentalidade de uma época, traduzindo a relação do homem com o universo e a vida. No mosteiro, algumas pedras apresentam três siglas acopladas, mas muitas têm uma só sigla, bastantes duas e outras até nenhuma. Pensa-se que, a explicação das três assinaturas decorre, certamente, da postura trinitária que impregnava o pensar e o agir de tempos idos ligados a saberes ocultos como sejam os constantes na Cabala onde a cada palavra e a cada frase são atribuídos nada menos que três sentidos diferentes.
Em síntese, e para melhor se reflectir sobre as marcas deixadas nas pedras do mosteiro pelos canteiros que ajudaram a construir o edifício, podemos dizer:
1. Havia quem pensasse que os monges da Ermida tinham alguma relação com os Templários e que foram expulsos do mosteiro em 1312.
2. As paredes do templo (e não só) “o resto de um hieroglifismo que de longe veio até terras ocidentais.”
3. A figura humana esculpida num modilhão bem pode exibir o que algumas siglas escondem, sendo elas próprias o símbolo da fertilidade reduzido à forma mais simples.

As instalações que terão sido os aposentos dos frades em tempos remotos e, em tempos mais recentes, moradia de reitores e abades. Hoje são apenas um conjunto de paredes em vias de ruínas. 

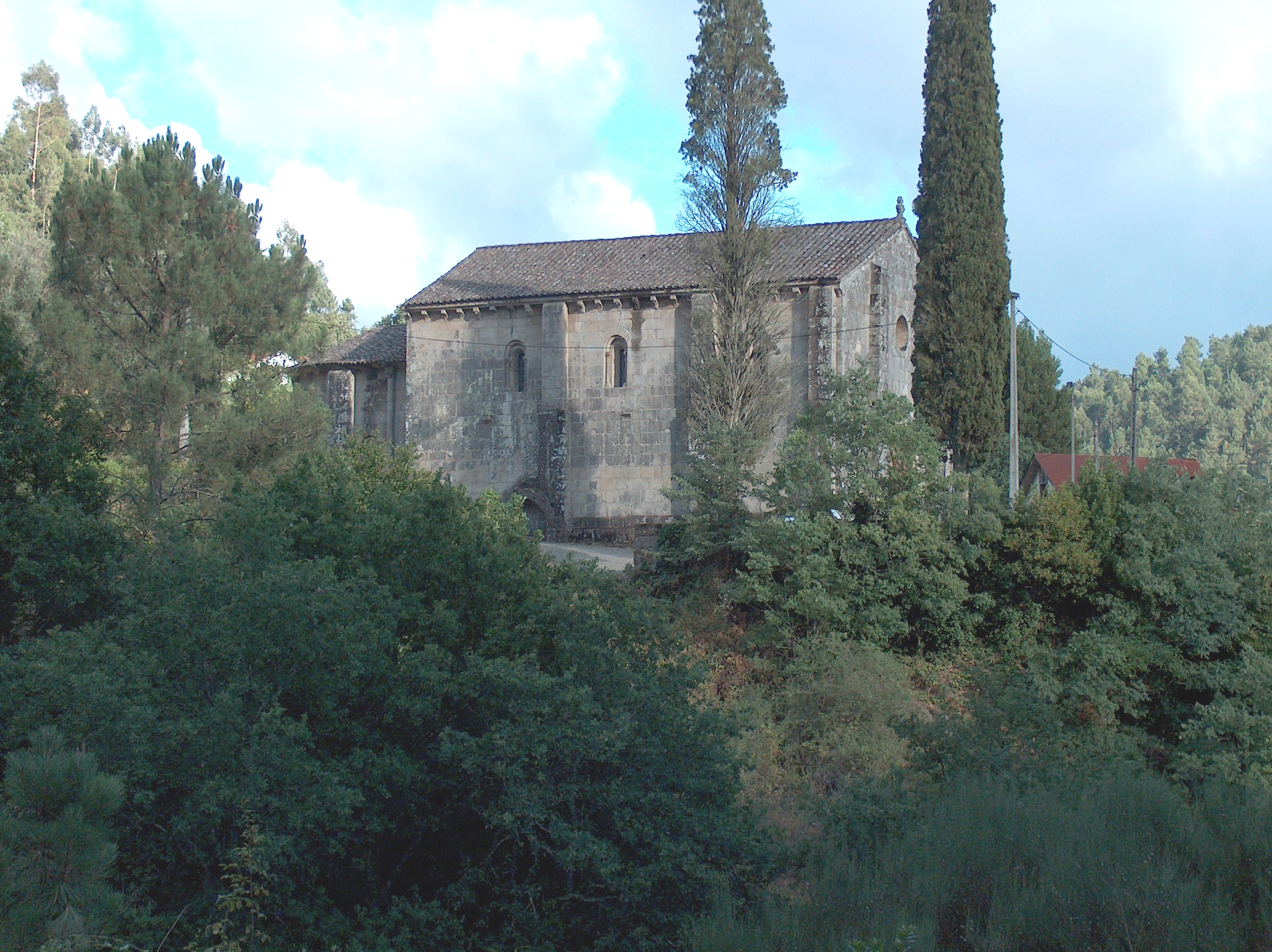
Igreja de Nossa Senhora da Conceição.

No dia 15 de Janeiro de 1890, o abade António de Freitas Pinto e Souza, registou marcas do macabro acontecimento, que ali mesmo, ao lado da igreja, ao alcance do cheiro intenso, por baixo da sua morada.
Ficou registado o seguinte: “loja ou corte que está debaixo da varanda cuja entrada tem uma cruz à direita com este formato (desenhou uma cruz) que lavrei por minha própria mão apareceu quase na superfície da terra a caveira e correspondente ossal humano que denotava ser pessoa adulta e por muito desgosto quando mandei cavar a terra da dita loja para a ladrilhar como de facto mandei ladrilhar, cuja ossada estava ao entrar da loja para o lado direito no escuro da loja. Ignora-se de quem fosse ou se até enterraram aquele cadáver para ocultar algum crime aqui cometido. Pela análise a que mandei proceder pelo médico da Camara verificou que eram ossos de dois cadáveres, não so pelos ossos das pernas e braços muito reconhecido por que apareciam dois céus da boca sendo um mais antigo e outro mais moderno, mas pelo juízo que o médico formou aqueles cadáveres foram ali enterrados há mais de 40 ou 50 annos. Aqui fica esta declaração para memória dos que me sucederem…”

## O báculo
Para além de todos os bens móveis e imóveis, o mais importante, é sem dúvida o báculo, que hoje pertence às colecções de arte do Museu Nacional de Arte Antiga.
O báculo foi descrito da seguinte forma: “Báculo em cobre dourado da Ermida do Paiva, do século XII, mais conhecido por báculo de Castro Daire. O seu estilo harmoniza-se com o monumento onde servia: o lavor das imagens, os símbolos, os ornatos são cheios desse arcaísmo que inconfundivelmente apresenta a torêutica românica. Tanto o baixo relevo da Virgem, como o do Salvador abençoado guardam aquele hieratismo bizantino que torna as produções pouco naturalistas e mais próximas dos princípios ortodoxos. Depois o bestiário repete-se ali como num modilhão ou num capitel: na parte inferior da crossa vêem-se três lagartixas com as caudas enroladas simbolizando o segredo, e na parte superior a proteger o medalhão, onde se ostenta de um lado o Salvador e do outro a Virgem e o Menino, um cobra significando a vigilância.”.

## Restaurações
Em 1955 (DGEMN) foi realizada a consolidação da cobertura e dos madeiramentos, substituição de caixilharias e dos vitrais. Em 1963 foram feitas pequenas obras de limpeza e de conservação e em 1975 a reconstrução da cobertura em betão pré-esforçado, cintagem das paredes, limpeza e refechamento dos silhares interiores e exteriores, protecção dos altares e púlpitos, reparação dos vitrais.
Em 1976 houve o restauro do tecto e em 1977 a reparação e reconstrução de janelas e portais, beneficiação da rede eléctrica, fornecimento de algum mobiliário. A drenagem exterior e interior, regularização do adro, incluindo calcetamento, reparação dos altares foram feitos em 1978 e em 1982 a consolidação da arcaria exterior. A última reforma se deu em 2004 com o restauro do altar.